# Asian One Air
Asian One Air, tidigare Mimika Air är ett indonesiskt flygbolag baserat i Jakarta. 2009 havererade Mimika Air Flight 514.